# 梅蘭妮·卡梅特
梅蘭妮·克萊爾·卡梅特（英語：Melani Claire Cammett，1969年—）是一名美國政治學家，現任哈佛大學政府系克拉倫斯·狄龍國際事務教授，以及該校韋瑟黑德國際事務中心主任。她也兼任哈佛大學陳曾熙公共衛生學院全球衛生與人口系主任。卡梅特的研究重點是民族宗教暴力和發展政治，尤其是在中東地區。

## 教育
卡梅特於1991年獲得布朗大學文學學士學位。1994年，她在塔夫茨大學弗萊徹學院獲得國際關係文學碩士學位。卡梅特在加州大學柏克萊分校完成政治學博士學位的學習，並於1996年獲得文學碩士學位，2002年獲得博士學位。

## 職業生涯
2002年至2017年，卡梅特在布朗大學教授政治經濟學和政治學。2012年至2017年，她加入沃森國際和公共事務研究所擔任教員研究員。2009年至2012年間，她擔任沃森研究所中東研究計畫主任。2014年，卡梅特出版了《富有同情心的共產主義：黎巴嫩的福利與宗派主義》（Compassionate Communalism: Welfare and Sectarianism in Lebanon）一書，入選馬克·林奇在《華盛頓郵報》上發表的2014年中東政治學最佳書籍榜單。
2017年，卡梅特被任命為哈佛大學克拉倫斯·狄龍國際事務教授。2021年7月，她接替米凱萊·拉蒙特擔任哈佛大學韋瑟黑德國際事務中心主任。截至2021年，卡梅特也是戰略與國際研究中心、世紀國際組織和普林斯頓國際與區域研究所諮詢委員會的成員。

## 家庭
為了表彰父親約翰·麥凱·卡梅特（John McKay Cammett）對約翰·傑伊學院的發展所做出的貢獻，她與父親的其他家人一起設立了約翰·卡梅特社會變革與經濟正義學術獎，以紀念父親。

## 著作
- . Cambridge University Press. 2007. ISBN 9780521869508.
- . Westview Press. 2013. ISBN 9780813349442; with Ishac Diwan
- . Cornell University Press. 20142014. ISBN 9780801478932.
- . Cornell University Press. 2014. ISBN 9780801479281.; edited with Lauren M. MacLean
- 4. Westview Press. 2015. ISBN 9780813349381; with Ishac Diwan, Alan Richards, and John Waterbury